# سیارک ۳۷۹۰
سیارک ۳۷۹۰ (به انگلیسی: 3790 Raywilson، نامگذاری:1937UE) سه هزار و هفتصد و نودمین سیارک کشف شده‌است که در ۲۶ اکتبر ۱۹۳۷ و در هایدلبرگ کشف شد.
قدر مطلق سیارک برابر ۱۲٫۴۰ است.